# Iwatsukiella
Iwatsukiella là một chi rêu trong họ Leskeaceae.